# أويغن شاومان
أويغن شاومان (Eugen Schauman؛ خاركوف، 10 مايو 1875 - هلسنكي، 16 يونيو 1904) قومي فنلندي اغتال حاكم فنلندا العام نيكولاي بوبريكوف.

## حياة شاومان
ولد أويغن شاومان لوالدين من الفنلنديين الناطقين بالسويدية فالديمار وإيلين ماريا شاومان في خاركوف بالإمبراطورية الروسية (الآن بأوكرانيا). ولد شقيقه رافائيل في عام 1873 وأخته سيغريد في 1877.
شاع أن شعور شاومان الوطني قد توقـّظ منذ طفولته لما كانت والدته تروي له حكايات إنسغن ستول ليوهان لودفيغ رونيبيرغ. كونت الحكايات مع شوقه إلى موطنه منذ اضطرار العائلة إلى السفر بسبب عمل والده.
قبل الاغتيال عـَمـَل شاومان كاتباً في مجلس الشيوخ الفنلندي. أقام شاومان أيضاً سلسلة من دورات الرماية للطلبة المحليين في هلسنكي . صارت هذه الدورات لاحقاً جزءاً من الحرس الأبيض.

## الاغتيال
كان اغتيال بوبريكوف قضية مطروحة بين الناشطين الفنلنديين آنذاك. من المعروف أن جماعات ناشطة أخرى خططت لاغتياله ولكن شاومان أقنعهم بمنحه أسبوعين قبل تدخلهم.
عندما جاء بوبريكوف إلى مقر مجلس الشيوخ في 16 يونيو أطلق شاومان النار عليه ثلاث مرات وبعد ذلك نفسه مرتين في صدره، برصاصات متفجرة خاصة . مات شاومان على الفور. ارتدت اثنتان من الرصاصات التي أصابت بوبريكوف عن حليته ولكن الثالثة وارتدت من مشبكه وتسبب بأضرار بالغة في معدته. توفي بوبريكوف في نفس الليلة في مستشفى هلسنكي الجراحي .